# Криничанська селищна рада (Макіївка)
Криничанська се́лищна ра́да — орган місцевого самоврядування у складі Совєтського району Макіївки Донецької області. Адміністративний центр — селище міського типу Кринична.

## Загальні відомості
- Населення ради: 4832 особи (станом на 2001 рік)

## Населені пункти
Селищній раді підпорядковані населені пункти:
- смт Кринична
- с-ще Василівка
- с-ще Леб'яже

## Склад ради
Рада складається з 20 депутатів та голови.
- Голова ради: Шеремет Віктор Миколайович

### Депутати
За результатами місцевих виборів 2010 року депутатами ради стали:

#### За суб'єктами висування
| Суб'єкт висування | Кількість обраних депутатів | %   |
| ----------------- | --------------------------- | --- |
| Партія регіонів   | 20                          | 100 |

#### За округами
| № округу        | Прізвище, ім'я, по батькові     | Дата визнання обраним | Освіта                    | Партійна приналежність | Відомості про обраного депутата                              |
| --------------- | ------------------------------- | --------------------- | ------------------------- | ---------------------- | ------------------------------------------------------------ |
| Партія регіонів |                                 |                       |                           |                        |                                                              |
| 1               | Карасьов Ігор Олександрович     | 01.11.2010            | Освіта вища               | член Партії регіонів   | ТОВ «Твердосплав»                                            |
| 2               | Меркулов Ігор Вікторович        | 01.11.2010            | Освіта вища               | член Партії регіонів   | ПАО «Будмаш», голова правління                               |
| 3               | Жуковець Галина Миколаївна      | 01.11.2010            | Освіта вища               | член Партії регіонів   | ПАТ «Будмаш», інженер КСА                                    |
| 4               | Калашнікова Галина Олексіївна   | 01.11.2010            | Освіта вища               | член Партії регіонів   | Совєтське РОПРО РО і НУУ м. Макіївки, голова профспілки      |
| 5               | Дахно Анатолій Дмитрович        | 01.11.2010            | Освіта вища               | член Партії регіонів   | ПП «Спарк», головний інженер                                 |
| 6               | Свиридов Микола Анатолійович    | 01.11.2010            | Освіта вища               | член Партії регіонів   | УМЧС м. Макіївка ЕГПЧ-20, старший технік                     |
| 7               | Шевченко Марія Яківна           | 01.11.2010            | Освіта вища               | член Партії регіонів   | філія Ощадбанка 3292, касир                                  |
| 8               | Колесникова Валентина Василівна | 01.11.2010            | Освіта вища               | член Партії регіонів   | Криничанська селищна рада, касир                             |
| 9               | Новікова Тамара Михайлівна      | 01.11.2010            | Освіта вища               | член Партії регіонів   | Криничанська селищна рада, головний бухгалтер                |
| 10              | Демчук Олександр Сергійович     | 01.11.2010            | Освіта вища               | член Партії регіонів   | Іловайська дистанція сигналізації та зв'язку, електромеханік |
| 11              | Петрученко Світлана Леонідівна  | 01.11.2010            | Освіта середня спеціальна | член Партії регіонів   | навчально-виховний комплекс № 35 «Світанок», вихователь      |
| 12              | Нелін Володимир Миколайович     | 01.11.2010            | Освіта вища               | член Партії регіонів   | навчально-виховний комплекс № 35 «Світанок», директор        |
| 13              | Жукова Тетяна Іванівна          | 01.11.2010            | Освіта середня            | член Партії регіонів   | ПП «Корявко», продавець                                      |
| 14              | Лішафаєва Світлана Йосипівна    | 01.11.2010            | Освіта вища               | член Партії регіонів   | навчально-виховний комплекс № 35 «Світанок», вчитель         |
| 15              | Іванушкіна Алла Павлівна        | 01.11.2010            | Освіта вища               | член Партії регіонів   | СП «Агроспецмонтажник», інспектор ВК                         |
| 16              | Панкова Ольга Максимівна        | 01.11.2010            | Освіта вища               | член Партії регіонів   | ППА «Мрія», директор                                         |
| 17              | Тинякова Валентина Михайлівна   | 01.11.2010            | Освіта вища               | член Партії регіонів   | Криничанська селищна рада, секретар ради                     |
| 18              | Шведун Тетяна Миколаївна        | 01.11.2010            | Освіта вища               | член Партії регіонів   | станція Кринична, білетний касир                             |
| 19              | Ширшова Галина Іванівна         | 01.11.2010            | Освіта середня спеціальна | член Партії регіонів   | тимчасово не працює                                          |
| 20              | Петронюк Ірина Михайлівна       | 01.11.2010            | Освіта вища               | член Партії регіонів   | КСОН смт Кринична, секретар                                  |